# Sakti (ort i Indien)
Sakti är en ort i Indien.   Den ligger i distriktet Janjgir-Champa och delstaten Chhattisgarh, i den centrala delen av landet, 900 km sydost om huvudstaden New Delhi. Sakti ligger 245 meter över havet och antalet invånare är 21 561.
Terrängen runt Sakti är platt åt sydväst, men åt nordost är den kuperad. Runt Sakti är det tätbefolkat, med 276 invånare per kvadratkilometer. Sakti är det största samhället i trakten. Trakten runt Sakti består till största delen av jordbruksmark.